# Lenny Krayzelburg
Lenny Krayzelburg (Odesa, 28 de septiembre de 1975) nacido como Leonid Krayzelburg (en ucraniano y en ruso: Леонид Крайзельбург). Emigró con sus padres judíos a Los Ángeles en 1989. Es un exnadador estadounidense de espalda, medallista de oro olímpico y exposeedor del récord mundial. Compitió en los Juegos Olímpicos de Sídney 2000 y Juegos Olímpicos de Atenas 2004, ganando un total de cuatro medallas de oro olímpicas.

## Primeros años
Krayzelburg es judío, y nació de padres judíos ucranianos en Odesa (entonces Unión Soviética, ahora Ucrania). Krayzelburg y su familia abandonaron la Unión Soviética en 1989 y se trasladaron a los Estados Unidos, estableciéndose en Los Ángeles.

## Universidad
Lenny asistió primero a la Fairfax High School, y luego al Santa Monica College, donde ganó los títulos junior college en 100 y 200 yardas (182,9 m) espalda. Su entrenador en Santa Mónica reconoció su talento y lo recomendó a Mark Schubert en la Universidad del Sur de California. Lenny se transfirió a USC. En 1995, se naturalizó ciudadano de los Estados Unidos. Tres años después, se convirtió en el primer nadador desde 1986 en barrer los eventos de espalda, 100 m y 200 m, en el Campeonato Mundial de Natación.
En 1999, Krayzelburg rompió los récords mundiales en 50, 100 y 200 m respectivamente, registrando tiempos de 24.99, 53.60 y 1:55.87. Fue entonces reconocido como el mejor nadador de espalda del mundo y uno de los mejores en la historia de este estilo de natación.
Continuó dominando en los Juegos Olímpicos de Sídney 2000, rompiendo el récord olímpico y acercándose a su propio récord mundial de 1999 con 53.72 en los 100 m, mientras que estableció otro récord olímpico en los 200 m con 1:56.76. También jugó un papel importante en ayudar al equipo estadounidense a ganar una medalla de oro en el relevo 4 × 100 m estilos con un nuevo récord mundial de 3:33.73.

## Juegos Macabeos
Después de los Juegos Olímpicos, Krayzelburg decidió no participar en los Campeonatos Mundiales de 2001 que se celebraron en Fukuoka, Japón, para centrarse en los Juegos Macabeos de 2001 en Israel. Siendo judío, Krayzelburg quería aprovechar esta oportunidad única de competir con otros atletas judíos destacados. Además, quería cumplir un sueño de la infancia al visitar la tierra santa y levantar la bandera de la delegación estadounidense durante la ceremonia de apertura de los juegos. Fue seleccionado para llevar la bandera de los Estados Unidos en las ceremonias de apertura. Luego ganó el oro y estableció un nuevo récord en los 100 metros espalda en los Juegos Macabeos. También ganó una medalla de oro en el relevo 4×100 metros estilos.
En los [./Https://en.wikipedia.org/wiki/2017_Maccabiah_Games Juegos Macabeos de 2017], en la carrera especial de relevo 4×50m entre equipos estelares israelíes y estadounidenses, los campeones olímpicos estadounidenses Krayzelburg, Jason Lezak (cuatro oros olímpicos), y Anthony Ervin (tres oros olímpicos), junto con el nadador máster Alex Blavatnik, registraron un tiempo de 1:48.23 y derrotaron a los olímpicos israelíes Guy Barnea, Yoav Bruck, Eran Groumi, y Tal Stricker, que registraron un tiempo de 1:51.25.

## Reconocimientos
En 2011, Krayzelburg fue inducido al International Swimming Hall of Fame como nadador de honor en reconocimiento a su destacada carrera y sus contribuciones al deporte de la natación.